# Zhou Wei Hui
Zhou Wei Hui（xinès tradicional: 周衛慧; xinès simplificat: 周卫慧, pinyin: Zhōu Wèi Hùi）(Ningbo, 1973) és una escriptora xinesa autora de best-sellers com Shanghai Baby o Marrying Buddha. Forma part de l'anomenada nova generació d'escriptors.

## Etapa formativa
De nena, va viatjar molt perquè el seu pare era militar d'alta graduació. Va acabar els estudis de filologia xinesa el 1995 a la Universitat de Fudan i va realitzar diverses publicacions abans de consagrar-se amb la seva primera novel·la, Shanghai Baby que va ser censurada a la Xina.

## Carrera professional
La seva primera novel·la, Shanghai Baby va vendre més de 80.000 exemplars fins que les autoritats xineses la van prohibir ja que contenia escenes sexualment força explícites i es considerà un exemple de literatura "decadent". Aquesta novel·la ha estat considerada com un retrat punyent de la nova generació jove de la Xina. Tanmateix, els exemplars pirates de la novel·la la van fer l'autora més llegida de la Xina. Shanghai Baby s’ha traduït a 34 idiomes diferents i ha venut més de sis milions d’exemplars a 45 països, més que qualsevol altra obra de literatura contemporània xinesa. El 2007 es va estrenar una adaptació cinematogràfica alemanya de Shanghai Baby protagonitzada per Bai Ling, però no s’ha estrenat fora dels festivals de cinema.
La seva continuació, Marrying Buddha (我的禅) (2005), ha estat censurada, modificada i publicada amb un altre títol. La seqüela es convertí ràpidament, de nou, en un dels títols més venuts a escala internacional. Igual que Shanghai Baby, la novel·la torna a ser narrada per Coco, on continua el viatge iniciàtic per descobrir-se en termes de la seva sexualitat.
Zhou Wei Hui i Mian Mian, lleugerament més gran que Zhou, formen part de la Nova Generació.

## Obra
- 2000 (上海宝贝) (Shanghai Baby) ISBN 3-550-08343-2 (hi ha una pel·lícula alemanya, estrenada el 2007, basada en aquesta obra i interpretada per l'actriu xinesoestatunidenca Bai Ling). Hi ha una traducció al català de Víctor Aldea Lorente: Wei Hui. 2002. Shanghai Baby. Barcelona: Columna (Col·lecció Clàssica). ISBN 9788466402279.
- 2005 (我的禅) Marrying Buddha, ISBN 3-550-08620-2.
- 2007 (狗爸爸) Dog Dad, ISBN 978-7-5063-3984-1.
- The Shriek of the Butterfly.
- Virgin in the Water.
- Crazy Like Weihui.
- Desire Pistol.